# Rudra polita
Rudra polita är en spindelart som beskrevs av George William Peckham och Elizabeth Maria Gifford Peckham 1894. Rudra polita ingår i släktet Rudra och familjen hoppspindlar. Inga underarter finns listade i Catalogue of Life.